# Franz Adolf Dietrich von Ingelheim

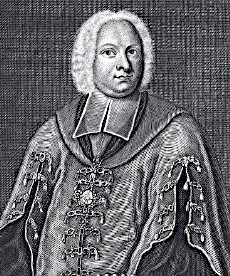
Franz Adolf Dietrich von Ingelheim

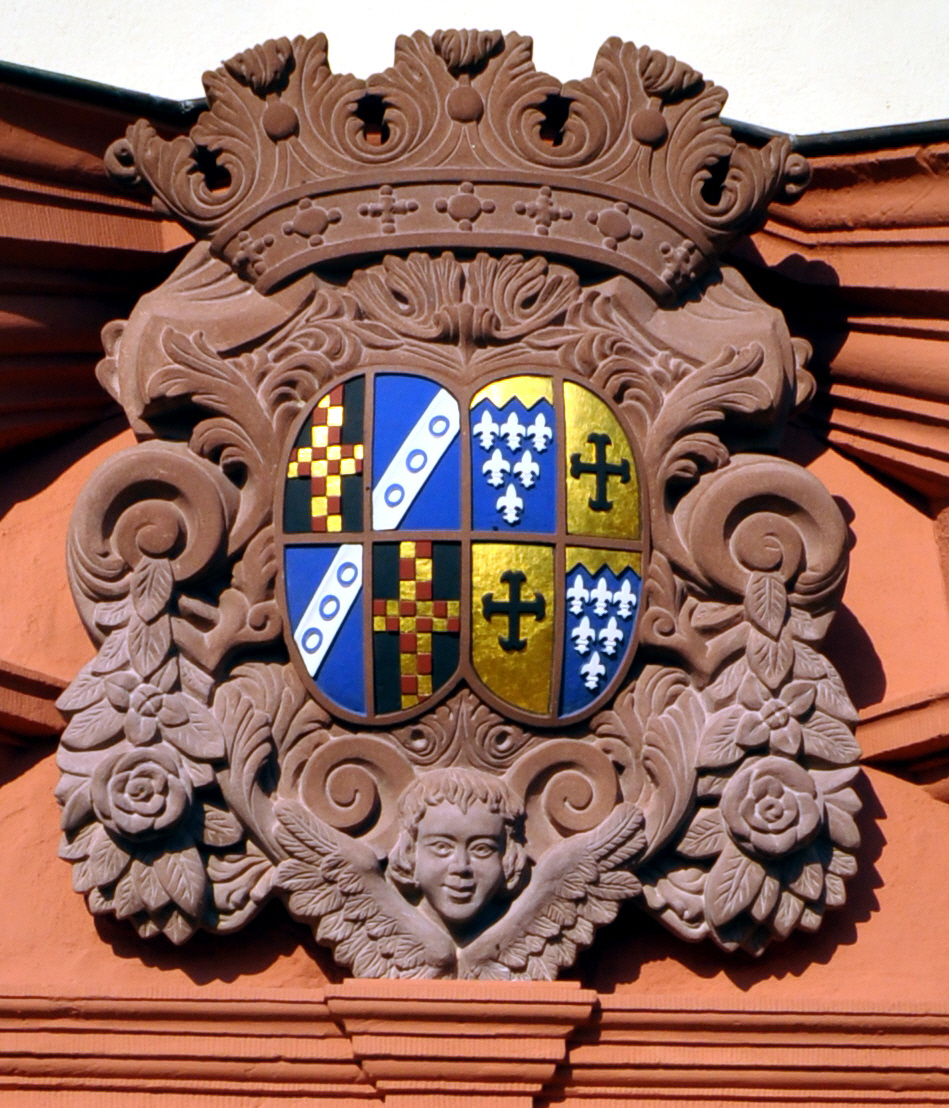
Allianzwappen Ingelheim und Dalberg für Franz Adolf Dietrich von Ingelheim und seine Ehefrau Ursula Kämmerin von Worms Freiin von Dalberg (1668–1730) über der Eingangstür der katholischen Kirche im hessischen Burgholzhausen vor der Höhe

Franz Adolf Dietrich von Ingelheim (* 15. Dezember 1659 in Aschaffenburg; † 15. September 1742 in Wetzlar), Pfalzgraf, Reichsfreiherr und Reichsgraf genannt Echter von und zu Mespelbrunn, war Reichskammerrichter von 1730 bis 1742.

## Leben
Ingelheim wurde am 15. Dezember 1659 in Aschaffenburg geboren als Sohn eines Amtmannes des zu Kurmainz gehörigen Miltenberg. Er studierte an den Universitäten in Mainz und in Erfurt die Rechtswissenschaften. Nach seinem Studium arbeitete er im Verwaltungsdienst von Erfurt, wurde anschließend Hofrat von Kurmainz und 1682 Mitglied des Geheimen Rates. Im gleichen Jahr wurde er zum Vizedom des Rheingau im Range eines Hofrats mit Sitz in Geisenheim bestellt. Zuvor erhielt er im Jahr 1680 die Standeserhöhung zum Reichsfreiherren.
Im Jahr 1683 heiratete er Maria Ursula von Dalberg, eine Tochter des kurmainzischen Hofrats Friedrich Dietrich Kämmerer von Worms genannt von Dalberg. Der noch junge Ingelheim wurde im Jahr 1690 von Kaiser Leopold I. zum wirklichen Reichshofrat ernannt; 1696 machte ihn der Kaiser zum Anwärter auf die katholische Präsidentenstelle am Reichskammergericht in Wetzlar. Die Präsentation Ingelheims für diesen Posten entsetzte die standesbewussten Assessoren des Gerichtes, da Ingelheim nicht aus dem Grafen- oder Herrenstand stammte. Sie lehnten Ingelheim als neuen Präsidenten rundweg ab, scheuten aber eine offene Auseinandersetzung und arrangierten sich vorerst.
Am 4. April 1698 legte Ingelheim das gewöhnliche Examen als neuer 1. Präsident des Reichskammergerichts ab. Nach dem Tod des protestantischen 2. Präsidenten Manderscheid entschied sich Kaiser Leopold für Friedrich Ernst Graf von Solms-Laubach als Nachfolger, der 1699 antrat. Zwischen den beiden Präsidenten kam es bald zu Reibereien, die bei der Präsentation des katholischen Assessoranwärters von Ow offen zu Tage traten. Von seinem 1698 angetretenen Amt als Reichskammergerichtspräsident in Wetzlar wurde Ingelheim 1703 suspendiert, nach Auseinandersetzungen mit seinem Amtskollegen. 1711 wurde er aber wieder einbestellt. Das Ingelheim’sche Palais in Wetzlar ließ er zwischen 1715 und 1718 erbauen. Es folgte eine Laufbahn als Reichskammerrichter von 1730 bis zu seinem Tod 1742 im 83. Lebensjahr. Solms-Laubach starb bereits 1723.

## Familie
Franz Adolf Dietrich war der Sohn von Philipp Ludwig von Ingelheim (1627–1661) und der Maria Ottilia Echter von Mespelbrunn (1629–1701), er heiratete am 21. Februar 1683 Ursula Kämmerin von Worms Freiin von Dalberg (1668–1730), sie war die Tochter des amtierenden Vizedoms zu Mainz und Direktors der Ritterschaft am Rheinstrom, Friedrich Dietrich von Dalberg und der Maria Clara Gräfin von Schönborn. Aus dieser Ehe entstammen 22 Kinder.
- Anselm Franz von Ingelheim (1683–1749), Fürstbischof von Würzburg
- Maria Anna von Ingelheim (1684–1697)
- Rudolf Johann Friedrich von Ingelheim (1685–1706)
- Amalia Maria Theresia von Ingelheim (1687–1734) ⚭ Arnold Christof Frh.v.Bylandt
- Maria Christine (Christiane) Sophia von Ingelheim (* 1687) ⚭ 1710 Wilhelm Adolph Schenk von Schmidtberg
- Johann Gottfried von Ingelheim (1689–1721) kurmainzischer Kammerherr, Oberamtmann und Herr zu Tauberbischofsheim
- Anton Dietrich Carl von Ingelheim (1690–1750) Chorbischof im Bistum Trier, Statthalter zu Koblenz
- Ernst Friedrich von Ingelheim (*1690†)
- Ludwig Anton von Ingelheim (*1691†)
- Franz Philipp von Ingelheim (*1692†)
- Maria Theresia Luise von Ingelheim (* 1693) Stiftsdame am Stift St. Mergen in Köln, Äbtissin
- Anna Elisabeth Charlotte von Ingelheim (1694–1695)
- Catharina Eva Augusta von Ingelheim (*1695†)
- Anna Eleonora von Ingelheim (1696–1730) Stiftsdame zu Dietkirchen/Bonn
- Johann Philipp von Ingelheim (1697–1784) ⚭ 1722 Maria Clara Philippina von Dalberg, Vizedom im Rheingau
- Anna Ernestine (Wilhelmina) von Ingelheim (1699–1718)
- Anna Magdalena Friederike von Ingelheim (* 1702) Stiftsdame zu Neville in Brabant
- Maria Anna Amalie (Juliane Eva Johanna) von Ingelheim (* 1704) ⚭ 1731 mit Adam Christoph Joseph von Berg, gen. Freiherr von Trips
- Anna Charlotte Catharina von Ingelheim (* 1706) Stiftsdame zu Dietkirchen/Bonn
- Anna Constantia Philippine Franziska von Ingelheim (* 1708) Stiftsdame zu Mons
- Anna Carolina Lucretia von Ingelheim (* 1710) Stiftsdame zu Neville
- Isabella Maria Antonia von Ingelheim (1712–1714)

## Ernennungen
- Ernennung zum Reichsfreiherrn mit „Hoch- und Wohlgeboren“ sowie großes Palatinat; Pardubitz 27. Mai 1680;
- Namens- und Wappenvereinigung mit den erloschenen Echter von und zu Mespelbrunn; Wien 8. März 1698;
- Reichsgraf mit Wappenmehrung; Laxenburg 1. Juni 1737;